# Sommerhuberbach
Der Sommerhuberbach ist ein rund 0,7 Kilometer langer, linker Nebenfluss des Ofenbaches in der Steiermark.

## Verlauf
Der Sommerhuberbach entsteht im nördlichen Teil der Stadtgemeinde Bärnbach, im nördlichen Teil der Katastralgemeinde Hochtregist, südöstlich des Hofes Sommerhuber sowie nördlich des Hofes Hochegger am nordwestlichen Hang des Hochkogels. Er fließt zuerst in einem flachen Linksbogen und danach relativ gerade insgesamt nach Nordwesten. An der Grenze der Katastralgemeinden Hochtregist und Kohlschwarz mündet er nordöstlich des Ortes Afling, nordwestlich des Hofes Sommerhuber sowie südöstlich des Hofes Weglenz in den Ofenbach.
Auf seinem Lauf nimmt der Sommerhuberbach sowohl von links als auch von rechts jeweils einen unbenannten Wasserläufe auf.